# Analytisk fortsättning
Analytisk fortsättning är ett begrepp inom komplex analys, som innebär att en analytisk funktions definitionsmängd utvidgas till en större mängd så att den nya funktionen är identisk med den tidigare i det ursprungliga området och analytisk i det nya området.

## Definition

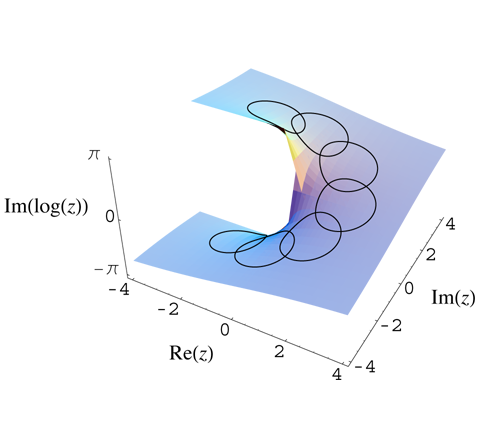
Analytisk fortsättning av naturliga logaritmen (imaginära delen).

Anta att f är en analytisk funktion definierad på en icke-tom öppen delmängd U av komplexa planet C. Om V är en större öppen delmängd av C som innehåller U, och F är en analytisk funktion definierad på V så att 
{\displaystyle F(z)=f(z)\qquad \forall z\in U}
då säges F vara en analytisk fortsättning av f. I andra ord är restriktionen av F till U samma funktion f som vi började med.
Analytiska fortsättningen av en funktion är unik på följande sätt: om V är en sammanhängande domänen av två analytiska funktioner F1 och F2 så att U är en delmängd av V och för alla z i U är
{\displaystyle F_{1}(z)=F_{2}(z)=f(z),}
då är F1 = F2 på hela V. Detta eftersom F1 − F2 är en analytisk funktion som försvinner på den öppna, sammanhängande domänen U av f och måste därmed försvinna på hela dess domän, enligt identitetssatsen.

## Naturlig rand
Anta att en potensserie har konvergensradie r och definierar en analytisk funktion f inuti skivan. Betrakta punkter på skivan. En punkt för vilken det finns en omgivning i vilken f har en analytisk fortsättning är regelbunden, andra punkter är singulära. Cirkeln är en naturlig rand om alla dess punkter är singulära.
Mer allmänt kan vi göra samma definition för en godtycklig öppen sammanhängande domän på vilken f är analytisk och klassificera punkterna på domänens rand som regelbundna och singulära: domänens rand är då en naturlig rand om alla dess punkter är singulära, i vilket fall domänen säges vara en domän av analytiskhet.

## Ostrowski–Hadamards gapsats
För en potensserie
{\displaystyle f(z)=\sum _{k=0}^{\infty }a_{k}z^{n_{k}}}
med
{\displaystyle \liminf _{k\to \infty }{\frac {n_{k+1}}{n_{k}}}>1}
är cirkeln av konvergens en naturlig rand. 

## Pólyas sats
Låt 
{\displaystyle f(z)=\sum _{k=0}^{\infty }\alpha _{k}(z-z_{0})^{k}}
vara en godtycklig potensserie. Då finns det en följd av εk ∈ {−1, 1} så att 
{\displaystyle f(z)=\sum _{k=0}^{\infty }\varepsilon _{k}\alpha _{k}(z-z_{0})^{k}}
har konvergensskivan av f runt z0 som en naturlig rand.
Beviset av detta resultat använder sig av Hadamards gapsats.